# Кантони Федерації Боснія і Герцеговина
Федерація Боснії і Герцеговини розділена на 10 кантонів (босн. kantoni).
Хорватське населення федерації також вживає слово жупанії (хорв. županije), проте в тексті конституції Федерації Боснії і Герцеговини на хорватській мові використовується тільки слово «kantoni».
Кантон 10 на місцевому рівні називається Герцегбосанським (хорв. Hercegbosanska županija), проте Конституційний суд Федерації Боснії і Герцеговини визнав, що дана назва суперечить конституції, оскільки вона містить відсилання до існуючої під час Боснійської війни Хорватської республіки Герцег-Босні.

## Перелік кантонів
| Герб | №  | Абр.    | Назва                               | Боснійська назва                   | Хорватська назва                  | Адм. центр   | Населення, чел. (2011) | Площа, км² | Щільність, чел./км² | Муніципалітети |
| ---- | -- | ------- | ----------------------------------- | ---------------------------------- | --------------------------------- | ------------ | ---------------------- | ---------- | ------------------- | -------------- |
|      | 1  | USK     | Унсько-Санський кантон              | Unsko-sanski kanton                | Unsko-sanska županija             | Бихач        | 287 835                | 4125       | 69,78               | 8              |
|      | 2  | PK ŽP   | Посавський кантон                   | Posavski kanton                    | Županija Posavska                 | Ораше        | 39 585                 | 324,6      | 121,95              | 3              |
|      | 3  | TK      | Тузланський кантон                  | Tuzlanski kanton                   | Tuzlanska županija                | Тузла        | 499 221                | 2649       | 188,46              | 13             |
|      | 4  | ZDK     | Зеницько-Добойський кантон          | Zeničko-dobojski kanton            | Zeničko-dobojska županija         | Зениця       | 399 856                | 3343,3     | 119,60              | 12             |
|      | 5  | BPK     | Боснійсько-Подринський кантон       | Bosansko-podrinjski kanton Goražde | Bosansko-podrinjska županija      | Горажде      | 32 818                 | 504,6      | 65,04               | 3              |
|      | 6  | SBK KSB | Середньобоснійський кантон          | Srednjobosanski kanton             | Županija Središnja Bosna          | Травник      | 254 003                | 3189       | 79,65               | 12             |
|      | 7  | HNK HNŽ | Герцеговинсько-Неретванський кантон | Hercegovačko-neretvanski kanton    | Hercegovačko-neretvanska županija | Мостар       | 224 902                | 4401       | 51,10               | 9              |
|      | 8  | ŽHZ ZHK | Західногерцеговинський кантон       | Zapadnohercegovački kanton         | Županija Zapadnohercegovačka      | Широкі Брієг | 81 414                 | 1362,2     | 59,77               | 4              |
|      | 9  | KS      | Сараєвський кантон                  | Kanton Sarajevo                    | Sarajevska županija               | Сараєво      | 438 757                | 1276,9     | 343,61              | 9              |
|      | 10 | K10 HBŽ | Герцег-Босанський кантон            | Kanton 10, Livanjski kanton        | Hercegbosanska županija           | Ливно        | 79 879                 | 4934,1     | 16,19               | 6              |
|      |    | FBiH    | Федерація Боснії і Герцеговини      | Federacija Bosne i Hercegovine     | Federacija Bosne i Hercegovine    | Сараєво      | 2 338 270              | 26 109,7   | 89,56               | 79             |